# Rudolf Krauss
Rudolf Nikolaus Heinrich Krauss (29. září 1863 Zadar – 4. listopadu 1943 Obernzell, Německo) byl rakousko-uherský generál. V c. k. armádě sloužil od roku 1884, uplatnil se mimo jiné jako vojenský pedagog a jako štábní důstojník působil několik let v Čechách. V letech 1906–1911 byl sekčním šéfem na ministerstvu zeměbrany, za první světové války velel větším jednotkám na východní frontě a zúčastnil se bojů v Haliči. V roce 1918 byl povýšen na generála pěchoty a v čele armádního sboru vedl závěrečné boje na italské frontě. V roce 1919 byl penzionován, později získal v Československu hodnost armádního generála ve výslužbě (1927).

## Životopis
Narodil se jako mladší syn vojenského lékaře Franze Krausse (1824–1905). První vojenskou průpravu získal na kadetní škole v Hranicích, poté v letech 1881–1884 studoval na Tereziánské vojenské akademii ve Vídeňském Novém Městě. Do armády vstoupil v roce 1884 jako poručík k pěšímu pluku č. 11 v Praze. Poté si doplnil vzdělání na Válečné škole (K.u.k. Kriegschule) ve Vídni (1887–1889) a jako nadporučík byl zařazen do sboru důstojníků generálního štábu. Sloužil v Mostaru, v roce 1893 se již v hodnosti kapitána vrátil do Prahy, kde později působil také jako pedagog na vojenské škole. Později působil jako štábní důstojník u 9. armádního sboru v Josefově. V roce 1897 byl přeložen k 26. pěšímu pluku do Ostřihomi a následně byl povolán jako pedagog na Válečnou školu do Vídně (1898). V roce 1899 byl povýšen na majora a poté přešel k c. k. zeměbraně, od roku 1902 sloužil u 20. zeměbraneckého pluku ve Stanislavi, o rok později dosáhl hodnosti podplukovníka (1903). V roce 1906 byl povýšen na plukovníka a v letech 1906–1911 zastával funkci sekčního šéfa na ministerstvu zeměbrany.

### První světová válka

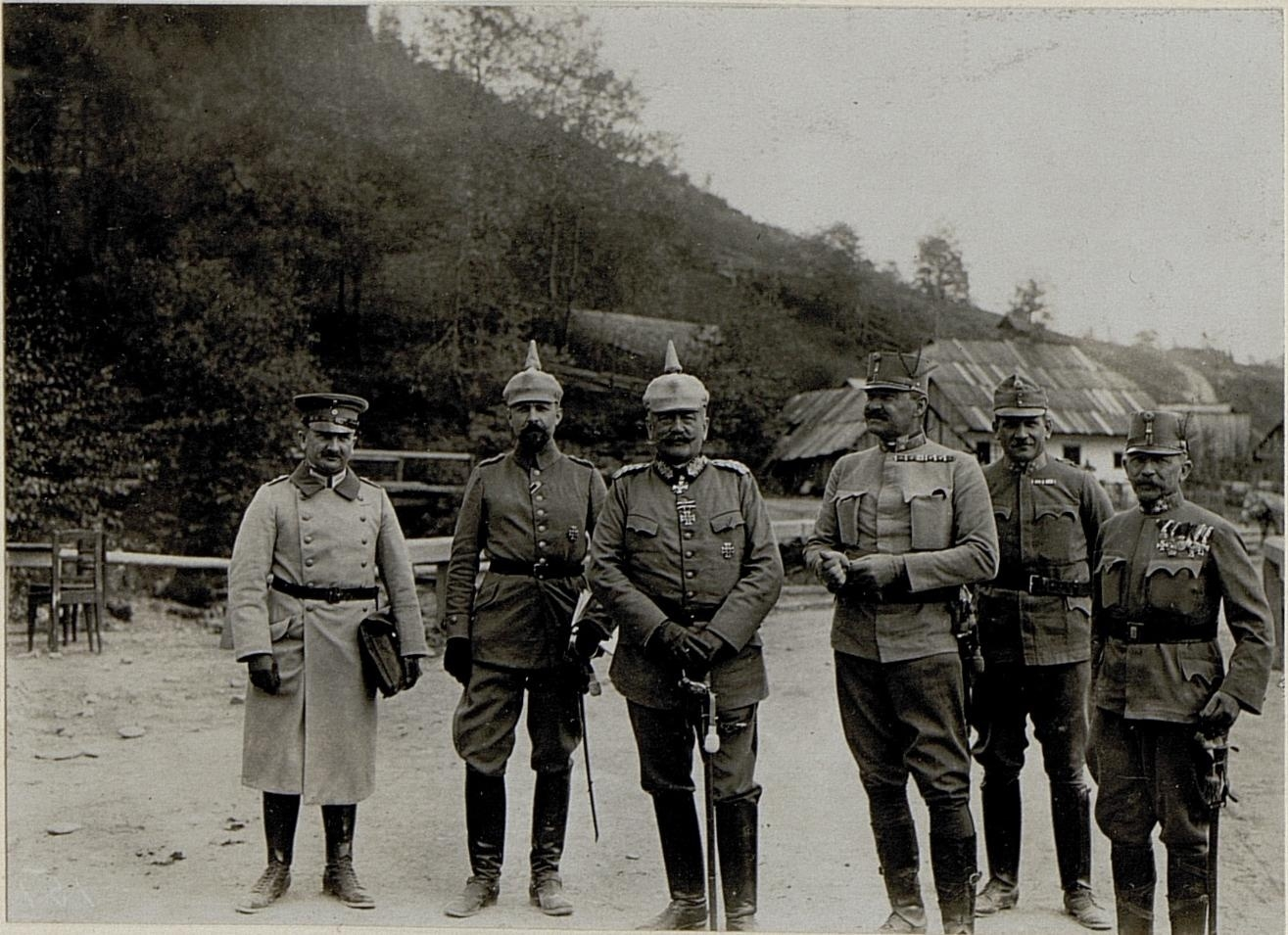
Generálové Centrálních mocností na východní frontě (1916, Rudolf Krauss třetí zprava, uprostřed německý generálporučík Karl Surén)

V roce 1911 dosáhl hodnosti generálmajora a převzal velení 87. pěší brigády zeměbrany v Linzi. Na začátku první světové války byl povolán na východní frontu a stal se náčelníkem štábu 4. armády generála Auffenberga. Zúčastnil se bojů v Haliči a v prosinci 1914 byl jmenován polním podmaršálem. V srpnu 1915 se stal velitelem 16. pěší divize, ale již o měsíc později byl ve stejné funkci přeložen k 34. pěší divizi. V rámci 2. armády bojoval nadále na východní frontě, v březnu 1916 byla jeho divize převelena jako součást 5. armády na italskou frontu a následně do Tyrolska. V létě 1916 se vrátil na východní frontu, aby pomáhal čelit Brusilovově ofenzívě. V říjnu 1916 byl jmenován velitelem 22. armádního sboru, s nímž strávil poměrně klidný rok 1917 v oblasti Volyně. V dubnu 1918 byl znovu povolán na italskou frontu a namísto odvolaného Julia Kaisera převzal velení 2. armádního sboru. K datu 1. května 1918 byl povýšen do hodnosti generála pěchoty a se svým sborem se v rámci 6. armády zúčastnil bitvy na Piavě. V říjnu 1918 řídil ústup rakousko-uherské armády do Tyrolska a nakonec byl účastníkem závěrečné porážky u Vittorio Veneta. 
K datu 1. ledna 1919 byl penzionován,  ale ještě téhož roku obdržel hodnost generála III. třídy ve výslužbě v československé armádě s nárokem na penzi.  Nakonec byl v roce 1927 jmenován československým armádním generálem. Zbytek života strávil v ústraní v Obernzellu v Bavorsku, kde také zemřel v roce 1943 ve věku osmdesáti let. 
Jeho starší bratr Alfred Krauß (1862–1938) byl také generálem rakousko-uherské armády, za první světové války bojoval na východní frontě a v Itálii, ve veřejném životě se v Rakousku uplatňoval i po roce 1918. 

## Řády a vyznamenání
Během vojenské služby obdržel řadu ocenění v Rakousku-Uhersku, za první světové války získal i vyznamenání od panovníků spojeneckých mocností.

### Rakousko-Uhersko
- Jubilejní pamětní medaile (1898)
- Vojenská záslužná medaile (1902)
- Vojenský záslužný kříž  II. třídy (1907)
- Vojenský jubilejní kříž (1908)
- Řád železné koruny III. třídy (1910)
- Řád železné koruny II. třídy s válečnou dekorací (1914)
- komtur Leopoldova řádu s válečnou dekorací (1915)
- Vojenský záslužný kříž II. třídy s válečnou dekorací (1916)
- Vyznamenání za zásluhy o Červený kříž (1917)

### Zahraničí
- Železný kříž II. třídy (Německo, 1914)
- Řád za zásluhy (Liyakat Madalyasi) (Osmanská říše, 1916)
- Řád pruské koruny (Německo, 1918)